# Харченко, Иван Устинович
Ива́н Усти́нович Ха́рченко (23 сентября 1918 года, с. Комаровка, Нежинский уезд, Черниговская область — 1 июля 1989 года, Киев) — участник Великой Отечественной войны, полковник, Герой Советского Союза.

## Довоенная биография
Иван Устинович был третьим из четырёх детей в семье украинского крестьянина. В 1933 году, во время голода 1932—1933 годов, старшая сестра забрала 15-летнего Ивана в Москву, где он начал трудовую деятельность на авиазаводе имени Чкалова в Химках столяром.
В 1938 году был призван в ряды Красной Армии, проходил службу в войсках местной противовоздушной обороны Народного Комиссариата Внутренних Дел (МПВО НКВД) в городе Запорожье. Перед самым началом войны, отслужив 3 года срочной службы, Иван Устинович должен был демобилизоваться — в середине 1941 года он был старшиной роты.

## Великая Отечественная война
После начала Великой Отечественной войны Иван Устинович был направлен на курсы младших лейтенантов. После тяжёлых боёв второй половины 1941 года часть была отправлена на доформирование и в июле 1942 года была направлена под Сталинград. В звании младшего лейтенанта Иван Устинович вернулся в свою часть на должность командира взвода.
Во время Сталинградской битвы Иван Устинович руководил работами по разминированию, а также лично разминировал неразорвавшиеся бомбы и снаряды. После освобождения Киева, он занимался разминированием города и центральных районов Украины. В архивах Национального музея истории Великой Отечественной войны хранится фотография разрушенного Крещатика с надписью на деревянной дощечке «Проверено — мин нет. Л-т Харченко». С сентября 1943 года Иван Устинович — член ВКП(б).
2 ноября 1944 года указом Президиума Верховного Совета СССР Ивану Устиновичу Харченко было присвоено звания Героя Советского Союза с вручением ордена Ленина и медали Золотая Звезда (№ 5573). На момент присвоения звания Иван Устинович разминировал более 1500 бомб калибром более 500 кг и более 25 000 других взрывоопасных предметов.

## Послевоенная биография
После окончания войны Иван Устинович продолжал ликвидацию взрывоопасных предметов. За разминирование в мирные годы Иван Устинович был награждён орденами Красного Знамени, Красной Звезды и медалью «За боевые заслуги».
В 1950 году Иван Устинович окончил Высшую офицерскую инженерную школу в Москве, до 1956 года он продолжал лично разминировать, а после руководил работами по разминированию и делился богатым боевым опытом с офицерами подразделений войск Гражданской обороны.
В 1961 году командовал батальоном ликвидировавшим последствия Куренёвской трагедии.
После увольнения в запас в 1964 году Иван Устинович работал на инженерных должностях в Министерстве монтажных и специальных строительных работ Украинской ССР, а в 1986 году вышел на пенсию.
Иван Устинович Харченко умер 1 июля 1989 года в Киеве, похоронен на Берковецком кладбище.

## Семья
В 1942 году женился на Нине Степановне Гордеевой (1926—2014). Воспитал сына Валентина (р. 1945-2016) и дочь Людмилу (р. 1947).
С военных лет и до конца жизни дружил с собственным корреспондентом газеты «Правда» Александром Степановичем Богмой.

## Воинская служба[2]
- 1938—1941 — 31-й отдельный инженерно-противохимический батальон войск МПВО НКВД (Запорожье), курсант, командир отделения, старшина роты.
- 1941 — Курсы младших лейтенантов при Ленинградской школе усовершенствования командного состава Главного управления инженерных войск (Ленинград), курсант.
- 1941—1942 — 22-й отдельный инженерно-противохимический батальон войск МПВО НКВД (Горький), командир взвода.
- 1942—1943 — 31-й отдельный инженерно-противохимический батальон войск МПВО НКВД (Сталинград), командир взвода.
- 1943—1945 — 6-й инженерно-противохимический полк войск МПВО НКВД (Киев), командир взвода.
- 1945—1951 — 6-й инженерно-противохимический полк войск МПВО МВД (Киев), командир роты.
- 1951—1955 — 3-й отряд службы МПВО МВД (Киев), командир пиротехнической команды.
- 1955—1956 — 6-й инженерно-противохимический полк войск МПВО МВД (Киев), начальник пиротехнической службы.
- 1956—1960 — 6-й инженерно-противохимический полк войск МПВО МВД (Киев), командир инженерного батальона.
- 1960—1962 — 120-й отдельный инженерно-противохимический полк МПВО Киевского Военного Округа, командир инженерного батальона.
- 1962—1964 — Штаб Гражданской обороны Украинской ССР (Киев), офицер по организации боевой подготовки.

## Награды
- Медаль «Золотая Звезда» Героя Советского Союза;
- орден Ленина;
- орден Красного Знамени;
- орден Отечественной войны 1-й степени;
- орден Красной Звезды;
- медаль «За боевые заслуги»;
- медаль «За оборону Сталинграда»;
- медаль «За победу над Германией в Великой Отечественной войне 1941-1945 гг.»;
- Заслуженный работник МВД.

## Комментарии
1. ↑  Ныне: Борзнянский район, Черниговская область, Украина.